# Olivier Beaudon
Pas d'image ? Cliquez ici

a Compétitions nationales et continentales officielles uniquement.

Olivier Beaudon, né le 7 mars 1972, est un joueur français de rugby à XV évoluant au poste de demi de mêlée ou d'ailier.
Il est le père de William.

## Biographie
Olivier Beaudon commence sa carrière au PUC puis au Racing CF.
Il est révélé par la suite au FC Grenoble lors de la saison 1998-1999 sous les ordres de Michel Ringeval avec notamment une demi-finale et une participation l'année suivante à la Coupe d'Europe dont Grenoble sera la seule équipe à battre les Anglais des Northampton Saints, futurs vainqueurs de l’épreuve.
Par la suite il signe au CA Périgueux et termine sa carrière de joueur au RC Toulon.

## Palmarès

### Joueur
- En championnat de France :
  - Demi-finaliste en 1999 (avec le FC Grenoble)
- En Groupe A2 :
  - Champion en 1998 (avec le Racing Club de France)

#### Distinction
- Classement Midi olympique : Numéro 7 en France 1999 (FC Grenoble)

### Entraîneur
- Champion de France espoirs en 2019 (RC Toulon)